# Киселёв, Африкан Иванович
Африка́н Ива́нович Киселёв (13 [26] марта 1910, Мурашова, Тобольская губерния — 10 июля 1939, Халхгол, Восточный аймак) — старший лейтенант Рабоче-крестьянской Армии, участник Баин-Цаганского сражения в ходе боёв на реке Халхин-Гол, Герой Советского Союза (1939).

## Биография
Африкан Киселёв родился 13 (26) марта 1910 года крестьянской семье в деревне Мурашовой Терсюкской волости Ялуторовского уезда Тобольской губернии, ныне деревня входит в Шатровский муниципальный округ Курганской области. 
После окончания начальной школы работал в хозяйстве отца, потом в местной коммуне, а затем в коммуне имени Карла Маркса. На 1 апреля 1929 года Сельхозкоммуна им. Карла Маркса была одна из крупных хозяйств Уральской области. В 1929 году окончил курсы трактористов в городе Шадринске, после чего вернулся в коммуну и работал по специальности.
Был секретарём комсомольской организации. С 1930 года член ВКП(б). 
В 1931 году Шатровский райком ВКП(б) направил его учиться в Тюменскую советско-партийную школу. В 1932 году он окончил один курс Тюменской совпартшколы и в том же году был призван на службу в Рабоче-крестьянскую Красную Армию.
В 1934 году он окончил Ульяновскую танковую школу. Служил в танковых войсках Забайкальского военного округа на должностях командира танкового взвода и политрука танковой роты.
Участвовал в боях на реке Халхин-Гол в 1939 году, будучи политруком роты 2-го отдельного танкового батальона 11-й лёгкой танковой бригады 1-й армейской группы.
3—6 июля 1939 года во время боёв у горы Баин-Цаган лично уничтожил 2 крупнокалиберных японских пулемёта, 2 танка и 1 артиллерийское орудие. 6 июля, проведя разведку боем в составе трёх танков, выполнил поставленную задачу: зашёл в тыл противника, подавил два орудия и уничтожил танк. Но при выходе к своим танк был обстрелян артиллерией противника. Один из снарядов попал в башню. Механик-водитель сумел прорваться на искорёженной боевой машине. А. Киселёв был смертельно ранен.
Африкан Иванович Киселёв скончался в госпитале 10 июля 1939 года. Похоронен в районе реки Халхин-Гол, сомон Халхгол Восточного аймака (Дорнод) Монгольской Народной Республики. На могиле был сооружён памятник.
В 1969 году, к празднованию 30-й годовщины разгрома японских милитаристов у реки Халхин-Гол, останки А. И. Киселёва были перевезены и похоронены в братской могиле советских воинов в городе Ундур-Хан сомона Хэрлэн Хэнтэйского аймака Монгольской Народной Республики, ныне город Чингис того же сомона  и аймака Монголии.

## Награды
Указом Президиума Верховного Совета СССР от 29 августа 1939 года старший лейтенант Африкан Киселёв посмертно был удостоен высокого звания Героя Советского Союза. Также посмертно был награждён орденом Ленина.

## Память
- Улица Киселева в селе Терсюкском Шатровского муниципального округа Курганской области, до 2010 года — улица К. Маркса[6]
- Бюст Киселёва установлен в селе Терсюкском Шатровского района в 1972 году. В 1989 году бюст перенесён и стал частью мемориального ансамбля погибшим в Великой Отечественной войне в с. Терсюкском — 56°17′31″ с. ш. 64°49′07″ в. д.HGЯO[7].
- Мемориальная доска, открыта 28 апреля 2021 года, Курганская область, ныне Шатровский муниципальный округ, село Терсюкское <где?>[8]
- Экспозиция в музее МКОУ «Терсюкская средняя общеобразовательная школа»[9]
- А. И. Киселёв навечно зачислен в списки личного состава воинской части.
- А. И. Киселёв был навечно зачислен в списки комсомольской организации колхоза имени Карла Маркса с. Терсюкское, Шатровского района.

## Семья
Родители Иван Иванович и Александра Дмитриевна вырастили семерых детей: четверых сыновей и троих дочерей, в т.ч. брат Александр, сёстры Мария, Марина и Анна
Жена Зоя Сергеевна, воспитывал сына.